# Paso Cementerio
Paso Cementerio ist eine Ortschaft in Uruguay. 

## Geographie
Sie befindet sich auf dem Gebiet des Departamento Salto in dessen Sektor 5. Paso Cementerio liegt am südlichen, linksseitigen Ufer des Arroyo Sopas einige Kilometer südlich von Pueblo Cayetano. Nordwestlich bis südöstlich erstreckt sich die Cuchilla Aperunguá. Nahe der Ortschaft im Südwesten bzw. Südsüdwesten befinden sich der Cerro Coronilla und der Cerro Chapea. Auf der nördlichen Uferseite der Arroyo Sopas liegen gegenüber von Paso Cementerio der Cerro del Plata im Nordnordwesten und der Cerro Gaucho im Nordosten. Nächstgelegene Ansiedlung in südlicher Richtung ist Cerros de Vera.

## Einwohner
Die Einwohnerzahl Paso Cementerio beträgt 88 (Stand: 2011), davon 43 männliche und 45 weibliche.
| Jahr | Einwohner |
| ---- | --------- |
| 1996 | -         |
| 2004 | 75        |
| 2011 | 88        |

Quelle: Instituto Nacional de Estadística de Uruguay